# Globocrania
Globocrania is een geslacht van Phasmatodea uit de familie Diapheromeridae. De wetenschappelijke naam van dit geslacht is voor het eerst voorgesteld door Frank Hennemann en Oskar Conle in een publicatie uit 2024. De soorten van dit geslacht komen in Brazilië voor.

## Soorten
- Globocrania culmus (Bates, 1865)
- Globocrania emesa (Westwood, 1859)
- Globocrania pruinosa (Redtenbacher, 1908)
- Globocrania tabida (Redtenbacher, 1908)